# Zaatari

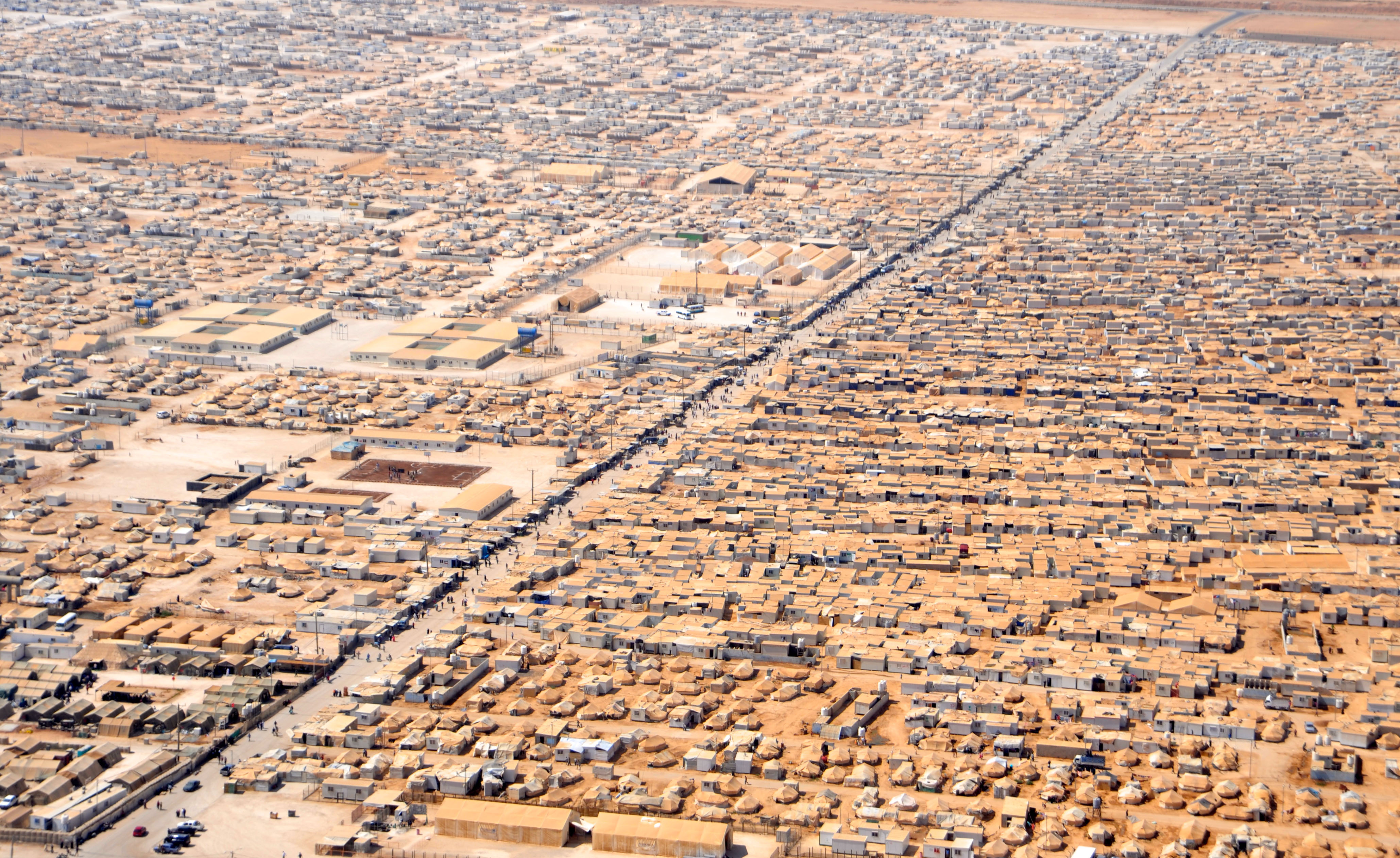
Luchtbeeld van Zaatari (juli 2013)

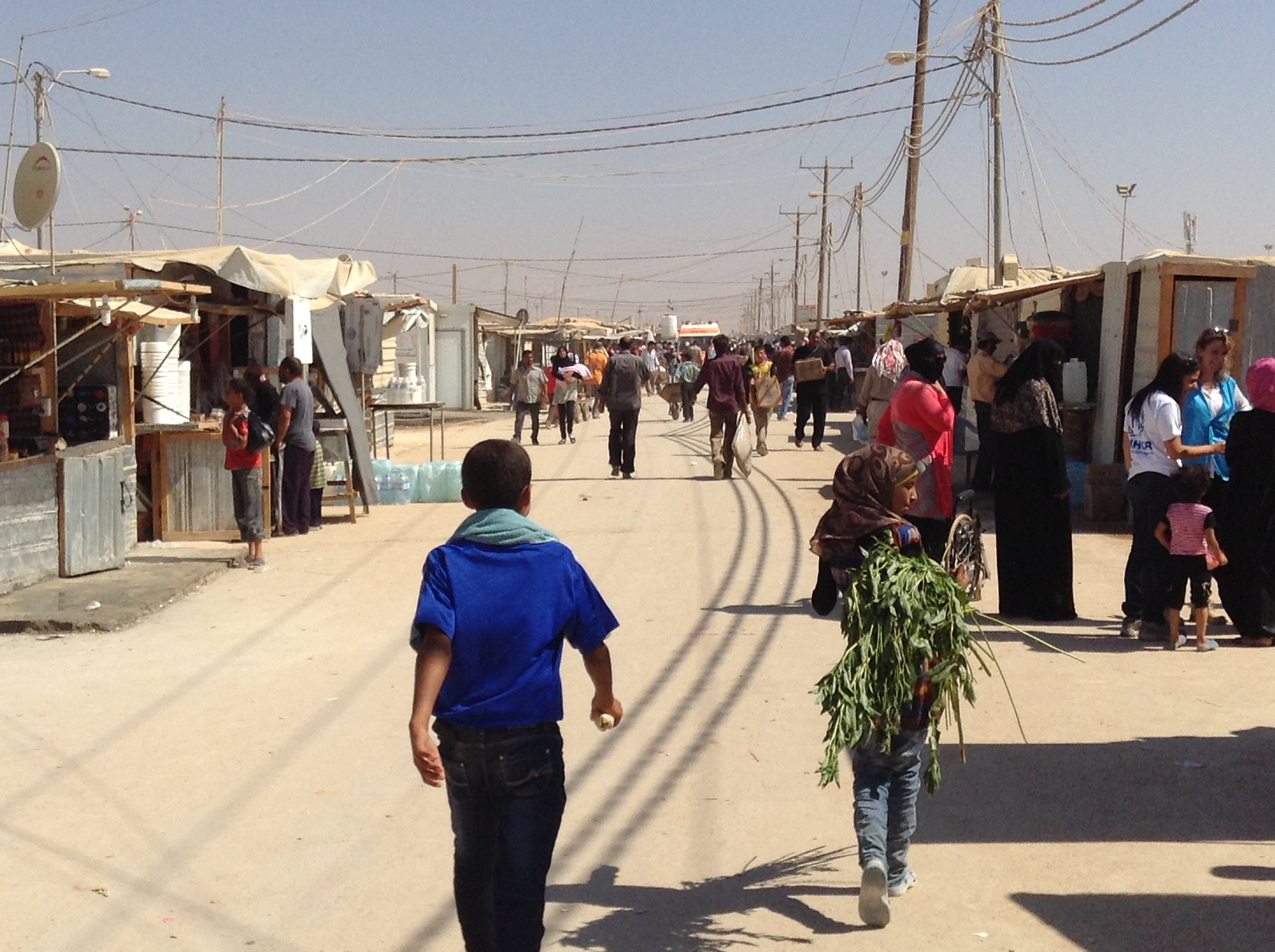
Straat in Zaatari (augustus 2013)

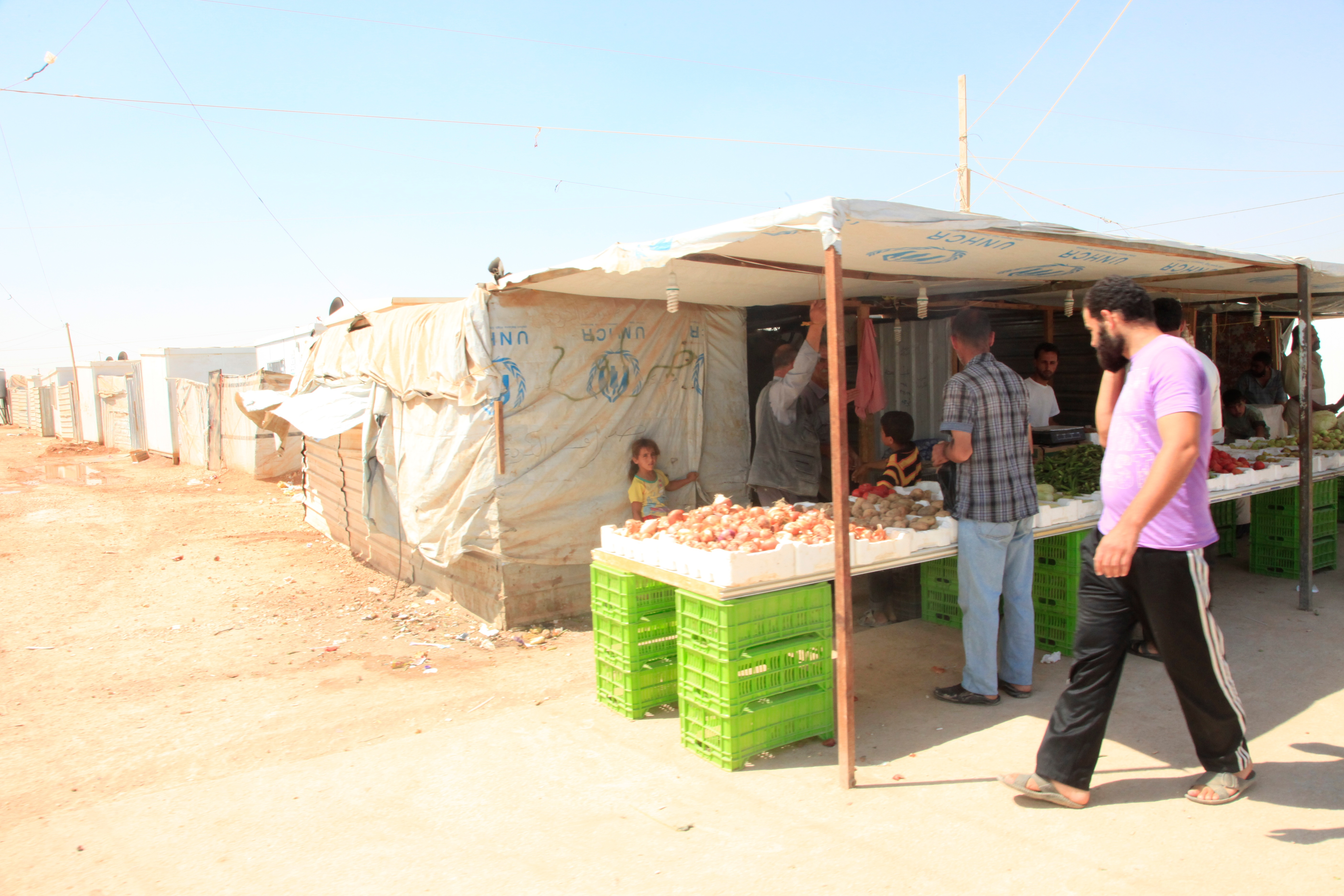
Een stalletje in de Champs Elysées, de winkelstraat van Zaatari

Zaatari (Arabisch: مخيم الزعتري, DMG: Muḫayyam az-Zaʿtarī) is een groot vluchtelingenkamp in het Jordanische Mafrak, dat zich tot stad aan het ontwikkelen is. Het ligt in de woestijn, zes kilometer bezuiden de Syrische grens. Met ruim 80.000 inwoners was het in 2016 het tweede grootste kamp ter wereld en de vierde stad van Jordanië.

## Ontstaan
Zaatari wordt bevolkt door mensen op de vlucht voor het geweld van de Syrische Burgeroorlog. Het begon in juli 2011 met een honderdtal geïmproviseerde tenten. Dit was enkele maanden na de aanval op Daraa. In juli 2012 organiseerde de Jordaanse regering het kamp in samenwerking met het Hoog Commissariaat voor de Vluchtelingen. In deze beginfase waren er al 15.000 bewoners en stroomden tot 3.500 nieuwe vluchtelingen per dag toe. De optie die de regering nam, was om de vluchtelingen zoveel mogelijk op één plek te verzamelen. Dit in tegenstelling tot bijvoorbeeld Libanon, waar de Syriërs onderdak vinden bij de lokale bevolking, of Turkije, dat koos voor een resem kleine kampen langs de grens (zonder VN-aanwezigheid).
Op het hoogtepunt in mei 2013 telde de UNHCR ruim 200.000 "persons of concern" in Zaatari. In het kamp heersten geweld en anarchie.

## Verstedelijking
Dit begon te keren toen UNHCR-medewerker Kilian Kleinschmidt de leiding kreeg. Hij stelde vast dat de hulporganisaties voldoende materiële voorzieningen hadden geregeld, maar dat het ontbrak aan een omgeving waar mensen zich erkend wisten als individu. Om daaraan te verhelpen was veiligheid de eerste prioriteit. Hij overhaalde de Jordanische politie om dag en nacht te patrouilleren. Vervolgens liet hij het kamp evolueren tot een stedelijke omgeving, met percelen, huisnummers en straatnamen. Elke woning kreeg een water- en elektriciteitsmeter, waardoor een einde kwam aan de gratis distributie. In Kleinschmidts visie zou het bijdragen aan de waardigheid van de bewoners als ze zelf verantwoordelijk werden voor hun consumptie. De voedselbedeling wilde hij vervangen door een systeem van bonnen dat het privaat ondernemerschap moest stimuleren, maar dit plan kreeg geen uitvoering. De bewoners zijn niet vrij om te werken en te reizen. In 2014 verliet Kleinschmidt het kamp.
Op 30 april 2014 werden toekomers doorgestuurd naar een nieuw vluchtelingenkamp in Azrak. Vanaf dat moment begon het bewonersaantal in Zaatari te dalen, tot het zich stabiliseerde rond 80.000 personen.
In Zaatari zijn meer dan veertig hulporganisaties actief, waaronder Artsen Zonder Grenzen. De tenten zijn grotendeels vervangen door prefabwoningen uit metaal en kunststof, hoofdzakelijk geleverd door Saoedi-Arabië en de Golfstaten. Er zijn scholen, ziekenhuizen, openbare toiletten en keukens, en een voetbalveld. Een grote centrale op zonne-energie is recent (2008) ingehuldigd.